# Alastor
Alastor (em grego Ἀλάστωρ, traduzido como: "vingador") refere-se a um número de pessoas e conceitos da mitologia grega:
- Alastor era um Daemon, filho de Nix, a noite, era a personificação da punição contra os descendentes daqueles que cometeram crimes contra a família. Era companheiro das Erínias, as vingativas Demones, e vivia junto delas no reino dos mortos.[2]
- Alastor era um Epíteto do deus grego Zeus, que de acordo com Hesíquio de Alexandria e o Etymologicum Magnum, descreve ele como o vingador de maus atos, especificamente, derramamento de sangue familiar. Como a personificação de uma maldição, ele também foi um epíteto de Erínias.[3] O nome também é usado, principalmente pelos escritores trágicos para designar qualquer divindade ou demônio que vinga erros cometidos pelo homem [4][5][6][7][8]
- Até o momento do século IV a.C., alastor em grego havia sido descrito como um tipo genérico de insulto, com o significado aproximado de "canalha".[3]
- Alastor, um filho de Neleu e Cloris. Quando Hércules tomou Pilos, Alastor e seus irmãos, exceto Nestor, foram mortos por ele.[9][10] De acordo com  Partênio de Niceia, ele estava para se casar com Harpálice. No entanto, ela havia sido tomada pelo próprio pai, Climeno.[11]
- Alastor, um lício companheiro de Sarpedão, morto por Odisseu.[12][13]
- Alastorides é uma forma de patronímico descrito por Homero para Tros, que era provavelmente, um filho do liciano Alastor, mencionado acima.[14]
- Um outro, não relacionado Alastor, é mencionado em Ilíada, de Homero.[15]
- Alastor, na demonologia, é considerado como uma espécie de entidade demoníca possuidora [16] Ele muitas vezes chega a ser comparado com Nêmesis.O nome Alastor também é usado como termo genérico para uma classe de espíritos malignos.

## Na cultura popular
- Alastor é uma espada sensitiva e um demônio alado no primeiro jogo de Devil May Cry,da Capcom.Sua primeira aparição é uma cena onde a espada se move por si própria,apunhalando o protagonista Dante no peito.No jogo,Alastor tem a sua própria vontade,mas é dominado por Dante,e se torna sua arma principal na a maior parte do jogo,o espírito de Alastor adverte a Dante do perigo iminente através de uma onda elétrica vinda de sua lâmina.
- Alastor também aparece em um papel mais ativo,com uma aparência diferente em todos os jogos de Viewtiful Joe,produzido também pela Capcom.Na maioria dos jogos, ele serve como um chefe de nível médio,e às vezes como um personagem jogável.Como um personagem jogável,ele possui o Devil Trigger,uma forma muito parecida com a de Dante transformado.Em uma versão para PlayStation 2 de Viewtiful Joe,existe uma conversa entre os dois personagens,confirmando-se que ele era o mesmo demônio que animava a espada Alastor em Devil May Cry.De alguma forma,ele escapou da espada,mas ainda pode usa-la como arma.
- Alastor é um dos personagens do livro de Tróia. Ele já é noivo, mas acaba se apaixonando e tornando-se amante de Helena de Troia.
- Alastor Moody é um personagem que aparece na série Harry Potter,de JK Rowling.
- A'Lastor aparece como um demônio caçador de recompensas na novela "Seton Rax & Company",de Elliot Symonds.
- Alastor também apareceu como um inimigo na famosa série da Konami,Castlevania, especificamente em Castlevania: Aria of Sorrow.Ele aparece como uma epécie de demônio fantasma,sendo visível apenas sua espada escura e quebrada.Ganhando-se a alma de Alastor nesse em Aria of Sorrow,ela concede ao usuário a convocação da espada Alastor como um familiar,seguindo o usuário e os ataques em conjunto.Ele retorna em Castlevania: Portrait of Ruin novamente,diferentemente de Aria of Sorrow,há uma pequena chance de que se obter a espada "Damascus Sword",depois de matá-lo,só podendo ser encontrado na área "Nest of Evil".
- Alastor apareceu como o líder do exército do inferno em Painkiller,e o chefe final em Battle out of Hell,primeiro complemento de Painkiller.Ele aparece como um demônio alado imponente com enormes mandíbulas,e numa versão fortemente blindada em Battle out of Hell.
- No RPG Vampiro: A Máscara,da White Wolf Game Studio,os Alastores são uma de elite de agentes dos arcontes da Camarilha,cuja responsabilidade exclusiva é rastrear e destruir os Anathemas (os listados da lista Vermelha).
- Jack Vance escreveu três romances,chamados de Alastor Cluster.
- Alastor's Hood,do jogo Golden Sun: The Lost Age,pode ser usado em batalha para assombrar um inimigo.
- Um poema de Percy Bysshe Shelley é chamado de Alastor.
- Alastor faz uma aparição como um mini-chefe no jogo para pc,Titan Quest.Ele é conhecido no jogo como "o flagelo de Acheron".
- No RPG Dungeons & Dragons Alastor é um demônio sombrio,carrasco de Baator.Ele também é o guarda-costas de Dark Lord de Nessus,e servo de maior confiança do mesmo.
- Alastor se joga em Night Play,um romance de Sherrilyn Kenyon,onde ele é chamado pelos were-hunters para destruir.Bryani,mãe de Vane,evoca Alastor para trazer Bride de volta no tempo,para a era das trevas na Grã-Bretanha.
- Na série de Tv de 1994-1998 "Spider-Man",há um personagem chamado Alistair Smythe que foi o ex-cúmplice de Kingpin.Depois de ter sido fortemente equipado,Smythe foi transformado em um ciborgue com asas demoníacas.Esta seria possivelmente uma referência a Alastor,já que seu nome é pronunciado como tal.
- No livro The Castle in the Attic de Elizabeth Winthrop,Alastor é um feiticeiro maligno que transforma as pessoas para liderá-las e torturá-las com magia.
- No anime Shakugan no Shana, "Tenjō no Gōka",Alastor é o rei de Guze,tomando a forma de um pingente.
- Na série de TV Sobrenatural,Alastair é retratado como um torturador mestre,equivalente a um inquisidor alto do inferno.Enquanto Dean estava no inferno,Alastair torturava ele,oferecendo parar a tortura diariamente se Dean passasse a torturar as almas do inferno.Ele viria a torturar Ruby no episódio "Heaven and Hell".Alastair pode ser considerado um dos demônios mais poderosos vistos até então,já que não foi morto mesmo após ter sido apunhalado pela faca de Ruby,assim como ter resistido aos poderes de Sam e a tortura realizada por Dean.Isso se comprova ainda mais no episódio da quarta temporada,"Eu sei o que você fez no verão passado",quando Alastair aparece,a estátua da virgem maria começa a chorar sangue.
- Na light novel de Full Metal Panic!,o Arm Slave Alastor é o menor Arm Slave do mundo,e se encontra nos cuidados da organização antagonista,Amalgam.
- Alastor também é encontrado na série de jogos para PC,Disciples.
- Alastor aparece como um espírito,boss no MMORPG Shadow Cities.
- Alastor era um ex-administrador da Pandemic Forum Boards.Ele a deixou em 3 de Dezembro,para prosseguir a sua vida universitária.
- Alastor é um chefe e traje para download para o jogo de ritmo da Square Enix, Demons 'Score
- Em Hazbin Hotel , Alastor é conhecido como o Dêmonio do Rádio, sendo um dos mais poderosos do Inferno.
- Na série de livros "O Magisterium" de Cassanda Clare e Holly Black há um personagem chamado Alistair Hunt. Sendo o pai do protagonista, Callum Hunt, Alistair tenta impedir que o filho entre no Magisterium chegando a tentar matá-lo, tudo isso por causa de um motivo que é revelado mais a frente.
- Alastor moto clube.  Moto clube brasileiro fundado em 2016 no Rio de janeiro por ex membros do mongols MC.